# Erik Nicolai Ritzau
Erik Nicolai Ritzau (ved dåben: Erich) (født 30. april 1839 i København, død 23. december 1903 sammesteds) var en dansk journalist, som grundlagde Ritzaus Bureau den 1. februar 1866 i København under navnet Nordisk Centralbureau for Telegrammer.
Forinden havde han været ansat ved Overpostmesterembedet 1853-61 og deltaget i den 2. slesvigske krig i 1864 som sekondløjtnant, hvorefter han året efter fik beskæftigelse ved Augustforeningens dagblad Dansk Rigstidende i København som referent. Inspireret af sin redaktør gik han i gang med en idé, nemlig at organisere modtagelsen og videresendelsen af udenlandsk telegramstof. Erik Ritzau så hurtigt muligheden i et dansk nyhedsbureau, som under oprettelsen blev støttet af aviserne Dansk Rigstidende, Fædrelandet, Berlingske Tidende og Dagbladet som abonnenter. Med blot en lille kapital lykkedes det ham at få gode forbindelser med verdensbureauerne, drog indenlandsk stof med ind og kom delvis til også at forsyne de andre nordiske lande. Begivenheder som Den fransk-tyske krig var med til at styrke bureauet.
Han kom i bestyrelsen for Journalistforeningen, som han skænkede nogle rejsestipendier, og bestyrede også nogle filantropiske foreninger.
1886 blev han Ridder af Dannebrog. Han er begravet på Holmens Kirkegård. Erik Ritzaus søn, Lauritz Ritzau, var initiativtageren bag samarbejdsaftalen Gruppe 39.
Erik Ritzau er portrætteret af Otto Bache (i familieeje). Der findes et litografi derefter fra I.W. Tegner & Kittendorff 1891. Også portrætteret på gruppebilledet Lhombre-Partiet af Malthe Engelsted 1884 (familieeje).